# Тартак (Львовская область)
Тартак (укр. Тартак) — село в Добротворской поселковой общине Шептицкого района Львовской области Украины.
Население по переписи 2001 года составляло 81 человек. Почтовый индекс — 80413. Телефонный код — 3254.